# Ludwig I. (Erbach)
Ludwig zu Erbach (* 3. September 1579 in Erbach; † 12. April 1643 ebenda) war regierender Graf von Erbach und Freienstein, ab 1623 Michelstadt und König, ab 1627 auch Wildenstein sowie Reichsritter.

## Herkunft
Seine Eltern waren Graf Georg III. zu Erbach (1548–1605) und dessen zweite Ehefrau, die Gräfin Anna von Solms-Laubach (* 11. April 1557 in Laubach; † 8. Dezember 1586), Tochter des Friedrich Magnus I. zu Solms-Laubach.
Als der Vater 1605 starb, kamen die vier überlebenden Söhne überein, die Grafschaft zu teilen, aber zunächst die Schulden bezahlen. Bis zum Abbau der Schulden sollten zunächst nur die Schlösser verteilt werden.

## Leben
Schon mit sieben Jahren wurde er mit seinem Hofmeister nach Straßburg geschickt, dort blieb er die nächsten vier Jahre. Anschließend blieb er weitere 3 Jahre in Frankreich und Italien, wo er weitere Schulen besuchte.
Nach seiner Rückkehr 1593 ging er in Kriegsdienste und schloss sich dem Regiment des Grafen von Hohenlohe an. Mit diesem nahm er an zwei Feldzügen gegen die Türken teil. Er ging dann in holländische Dienste, wo er 1602 zum Rittmeister ernannt wurde. Er warb da 150 Kürassiere für das Regiment des Friedrich von Solms-Laubach.
Im Jahr darauf wurde er kurpfälzischer Rittmeister. Aber als der Kurfürst den reformierten Gottesdienst einführte, wechselte er zu Herzog Johann Friedrich von Württemberg. Dieser ernannte ihn 1608 zum Rat und Obervogt am Neustadt an der Linde. Er war sehr dabei sehr erfolgreich, dafür wurde er 1619 bei der Krönung von Kaiser Ferdinand II. zum Reichsritter geschlagen. 1620 errichtete er mit seiner ersten Frau ein Gymnasium (Lateinische Schule) in Erbach.
Während des Dreißigjährigen Krieges plünderten am 23. Juni 1621 die Stadt Erbach. 1628 reiste er zum bayrischen Kurfürsten und Erleichterungen für sein Land zu erreichen, was ihm versprochen wurde aber nicht eingehalten.
Im Jahr 1631 besetzten die Schweden den fränkischen Kreis und am 8. Oktober 1631 schrieb der schwedische König an Erbach sich eindeutig zu erklären. Angesichts des schwedischen Heeres erklärten sich Ludwig und sein Bruder Georg Albrecht für die Schweden. Der König schenkte Ludwig das Kloster Amorbach, was er aber nach dem Tod des schwedischen Königs nicht durchsetzen konnte.
Ludwig starb am 12. April 1643 und wurde am 27. Juni 1643 beigesetzt. Alle seine Kinder starben vor ihm. Daher wurde sein Bruder Georg Albrecht I. sein Erbe.

## Familie
Ludwig heiratete am 2. März 1606 in Erbach die Gräfin Juliane von Waldeck-Wildungen (* 11. April 1587; † 18. Februar 1622). Das Paar hatte mehrere Kinder:
- Georg Friedrich (* 10. Juni 1607; † 7. September 1632), schwedischer Oberst gefallen bei Nürnberg
- Gottfried (* 8. September 1611; † 15. Juli 1635)
- Anna Juliane (* 20. September 1614; † 1637) ⚭ 1634 Johann Philipp, Wild- und Rheingraf zu Kyrburg-Mörchingen († 10. Februar 1638), Sohn von Johann IX., gefallen bei Rheinfelden
- Friedrich Magnus (* 1. Mai 1619; † 18. Oktober 1625)

Nach dem Tod seiner ersten Frau heiratete er am 29. Mai 1624 die Gräfin Johannette zu Sayn und Wittgenstein (* 24. Juli 1604; † 13. Juni 1666). Das Paar blieb kinderlos.